# Soft-EX
株式会社Soft-EX（ソフトイーエックス）は、次亜塩素酸噴霧器事業/コスメ事業を展開する企業。本社は東京都中央区にある。

## 社名の由来
Soft-EXとは各業界のソフト部分（人、スキル等）を繋ぎ広げる（エクステンション）と言う意味。

## 事業内容
- 次亜塩素酸噴霧器事業/コスメ事業

## 製品
- 空間の除菌・消臭の次亜塩素酸水噴霧器「ジアミスト」。
- スキンケア商品「legnA（レグナ）」